# Horatio Fitch
Horatio May Fitch (Chicago, 16 dicembre 1900 – Estes Park, 4 maggio 1985) è stato un velocista statunitense, specializzato nei 400 metri piani.

## Palmarès

### Olimpiadi
- Argento a Parigi 1924 nei 400 metri piani.